# Carl Hesselmann

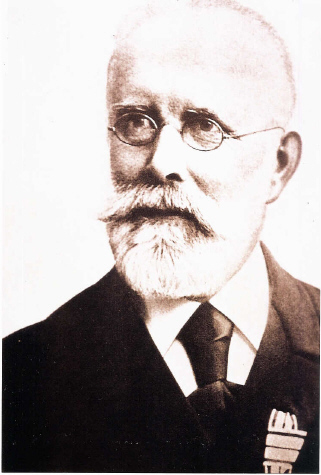
Carl Hesselmann

Carl Hesselmann (* 9. September 1830 in Menden bei Mülheim an der Ruhr; † 25. März 1902 in Witzhelden) war ein Volksschullehrer und Pomologe. Er studierte am Lehrerseminar in Xanten und war ab 1861 als Lehrer an der Volksschule in Witzhelden tätig.

## Leben
An der Schule legte Hesselmann einen Baumhof mit einer Baumschule für die Unterrichtung seiner Schüler an. Jeder Schüler erhielt zur Entlassung aus der Schule ein Bäumchen geschenkt, wodurch die Pflanzung von Obstbäumen in der Gemeinde gefördert wurde. Hesselmann trug auch wesentlich zur Verbreitung der Pflaumen im Bergischen Land bei. In seiner Baumschule kultivierte er 220 Pflaumensorten und hatte damit eines der größten Pflaumensortimente Deutschlands.
Hesselmann gründete im Jahr 1877 in Solingen den 'Verein zur Förderung der Rosenkultur des Bergischen Landes Solingen'. Er übernahm den ersten Vorsitz des Vereins, der noch heute existiert.
Carl Hesselmann "entdeckte" 1864 im Gutsgarten von Haus Bürgel bei Monheim eine Apfelsorte. 1875 schickte er 30 Äpfel an Kaiser Wilhelm I, mit der Bitte, die Apfelsorte nach ihm Kaiser Wilhelm benennen zu dürfen. Am 16. Dezember 1875 erhielt er per Brief die Antwort des Kaisers, in dem dieser die Namensgebung billigte. Neuere Untersuchungen haben gezeigt, dass der Kaiser-Wilhelm-Apfel mit der zum damaligen Zeitpunkt bereits bekannten Sorte "Peter Broich" identisch ist.
Hesselmann veröffentlichte zahlreiche Aufsätze in Zeitungen und Fachzeitschriften sowie einen "Leitfaden der Obstkultur".
Im Jahr 1880 kaufte Hesselmann ein Grundstück, um darauf eine Obstbaumplantage anzulegen. Zu Ehren des Kronprinzen Wilhelm, des späteren Kaisers Wilhelm II., nannte er seinen Obstbaumhof Wilhelmstal. Noch heute trägt ein Witzheldener Ortsteil den Namen "Wilhelmstal".

## Ehrungen
Seit 1958 gibt es in Leichlingen eine Hesselmannstraße.